# Jasmine (Angel)
Jasmine è un personaggio della serie televisiva Angel, interpretato da Charisma Carpenter e Gina Torres. Ha svolto la funzione di nemico principale della quarta stagione.
È un'ex Forza dell'Essere, nota anche come il Divoratore che ha rinunciato alla sua condizione di essere superiore per poter vivere fra gli umani rendendoli suoi schiavi spirituali. Jasmine è con tutta probabilità, dopo Illyria a piena potenza, il personaggio più potente mai apparso nella serie.

## Storia
Jasmine era una delle Forze dell'Essere le entità che governavano la Terra prima degli uomini, antiche probabilmente quanto il Primo (il male primordiale) quando il conflitto tra il bene e il male divenne sempre più imperante le Forze dell'Essere abbandonarono la Terra anche perché il male divenne troppo forte con l'avvento dei demoni, tuttavia nacquero in seguito gli umani e in loro le Forze dell'Essere videro la speranza per la salvezza del mondo. Al contrario delle altre Forze dell'Essere, Jasmine nutriva un distorto sentimento amorevole per la Terra e per i suoi abitanti e per questo decise che l'avrebbe salvata dai suoi mali facendola divenire l'oggetto del suo amore ed imponendo una pace forzata tramite il controllo della mente, infatti a dispetto dei suoi buoni propositi Jasmine si è rivelata spietata e priva di compassione. Per prepararsi al suo scopo finale, iniziò a sperimentare il suo progetto su un'altra dimensione, squallida e regredita abitata da una razza di demoni insettoidi, guadagnandosi il soprannome di Beato Divoratore (per rimanere nella sua forma corporea necessitava di nutrirsi di esseri umani o altre creature).

## Angel
Nella quarta stagione si scopre che nel corso delle prime stagioni Jasmine con la complicità del demone servitore Skip (finto amico della squadra) ha tirato i fili per allineare alcuni degli avvenimenti più importanti della serie (l'arrivo di Lorne sulla Terra, il passaggio delle visioni di Doyle a Cordelia, la nascita di Connor, la trasformazione di Cordelia in essere superiore, l'avvento della Bestia e la relazione fra Connor e Cordelia) col fine ultimo di raggiungere la forma corporea. Dopo aver preso possesso del corpo di Cordelia seduce Connor, la cui nascita miracolosa è stata decisa per sua volontà, lasciandosi mettere incinta, il bambino che nascerà sarà la personificazione fisica dell'entità che infatti non può rimanere nel corpo di Cordelia dato che, essendo quest'ultima una semplice umana, la renderebbe vulnerabile, infatti il suo intento è quello di lasciare il corpo di Cordelia quando ne avrà uno tutto suo. Connor rapisce una vergine innocente che lei uccide, Jasmine avvera finalmente tutte le condizioni che l'avrebbero portata sulla Terra e può nascere in forma corporea, con la spetto di una donna adulta.
Dopo averlo fatto soggioga grazie al controllo telepatico tutti gli abitanti della Terra, sia umani che demoni compresi i membri della Angel Investigations, lei stessa sceglie come nome "Jasmine" ispirato al fiore del gelsomino proprio perché ammette che le piace molto il profumo. Grazie a Jasmine sulla Terra si respira un'aria di pace: non c'è più guerra, non c'è più povertà, non c'è più malvagità né disaccordo, e finanche Angel e Connor ora sembrano andare d'accordo; ciò però comporta anche alcuni svantaggi: non esiste più il libero arbitrio (tutti gli esseri umani passano le giornate ad osannare e servire Jasmine) e, cosa ancora peggiore, Jasmine per rimanere nella sua nuova forma necessita di nutrirsi di un gran numero di esseri umani; la prima a scoprire l'inganno è Fred, che, entrata in contatto col sangue di Jasmine quando quest'ultima viene aggredita da un vampiro vede il vero volto di Jasmine (un mostro orribile) e riesce ad evadere dal controllo della mente. Successivamente Fred fa in modo che pure Angel entri in contatto con il sangue di Jasmine e riesce a far evadere il vampiro dal controllo della dea, lui e Fred successivamente liberano dal controllo di Jasmine anche Gun, Wesley, Lorne e Connor per merito del sangue di Cordelia (madre biologica di Jasmine) la quale è in coma dopo il parto come aveva predetto Skip. Connor, che anche dopo aver visto il vero volto di Jasmine, decide di rimanere al suo fianco in quanto essendo suo padre si sente ancora legato a lei.
Così mentre Angel si reca nella dimensioni che Jasmine aveva utilizzato come cavia per il suo esperimento di controllo della mente nella speranza di trovare il modo di liberarsi definitivamente di Jasmine, gli altri rimangono a combattere contro le forze armate della dea, venendo infine catturati da Connor. Nella dimensione ove è arrivato Angel scopre dall'alto sacerdote che l'unico modo per togliere i poteri a Jasmine è quello di far pronunciare dal guardiano del nome il vero nome della dea; Angel ingaggia un combattimento col demone e dopo averlo eliminato torna sulla Terra con la sua testa che pronuncia il vero nome di Jasmine, permettendo così a tutti gli abitanti della Terra di vedere il vero volto di Jasmine. Angel cerca di farla ragione, spiegandole che non aveva il diritto di privare l'umanità del libero arbitrio invitandola ad aiutarlo a rendere comunque il mondo un posto migliore anche senza l'asservimento, tuttavia Jasmine, infuriata, attacca Angel sconfiggendolo facilmente, speranzosa di trovare in seguito un altro modo per conquistare il mondo, ma proprio nel momento in cui sta per dargli il colpo di grazia arriva sulla scena Connor che la uccide colpendola con un paletto (era l'unico in grado di ucciderla per via del loro legame).

## Dopo la morte
Dopo la morte della dea tutti gli esseri umani che erano sotto la sua influenza subiscono un violento trauma psicologico per via del distacco: li si scorge impazziti e doloranti vagabondare senza meta cercando un modo per rimpiazzare la loro perdita.
Nella quinta stagione invece sembra che nessuno si ricordi più di lei. È molto probabile che il ricordo del periodo di dominazione di Jasmine sulla Terra sia stato rimosso dalle menti degli umani dai Soci anziani e Cyvus Vail.
Cordelia è rimasta in coma per molti mesi dopo aver dato alla luce Jasmine, anche dopo la morte di quest'ultima, infatti darla alla luce è stato uno sforzo troppo elevato per lei, viene tenuta in osservazione in ospedale finché non muore nel centesimo episodio della serie.

## Poteri ed abilità
Jasmine è senza dubbio uno degli esseri più potenti del Buffyverse: è talmente forte da riuscire sollevare senza alcuno sforzo e lanciare contro Angel una Station Wagon di due tonnellate, lanciare Angel ad alcuni metri di distanza con una leggera spinta, ed incassare senza batter ciglio o provare il minimo dolore diversi colpi del vampiro.
Il suo potere maggiore è quello di avere la capacità di controllare le menti delle persone e dei demoni creando un'idilliaca atmosfera di pace in cui tutti finiscono per servirla e per fare il suo volere. Anche mentre possedeva Cordelia ha dato dimostrazione di possedere delle capacità telepatiche parlando nella testa di Angelus. La fonte del suo potere è il guardiano del Nome, difatti qualora dalla sua bocca uscisse il vero nome della dea, lei perderebbe istantaneamente queste sue abilità. Un altro modo per eludere il suo controllo mentale è quello di venire a contatto con il suo sangue o con quello dei suoi consanguinei (Cordelia e Connor).
Jasmine è in grado di guarire velocemente da ferite anche mortali (difatti rimane illesa anche dopo che Fred le ha sparato o dopo essere entrata in contatto con dell'elettricità per mano di Angel e l'unico in grado di ucciderla è Connor per via del loro legame). Come ex Forza dell'Essere ha una svariata gamma di altre abilità, come poteri curativi e la capacità di trasmigrare nei corpi dei suoi servitori.
Per rimanere in forze necessita di nutrirsi di altri esseri umani, quando ciò avviene perde temporaneamente la sua forma corporea trasformandosi in pura luce dalla quale fuoriescono dei tentacoli.